# Broussey-Raulecourt
Pour les articles homonymes, voir Broussey.
Broussey-Raulecourt est une commune française située dans le département de la Meuse, en région Grand Est. Elle est composée des deux villages de Broussey-en-Woëvre et de Raulecourt qui formaient des communes distinctes avant le 1er mai 1973.

## Géographie
La commune est située au nord de la forêt de la Reine, à l'ouest des Côtes-de-Meuse et au sud des collines de Loupmont et Montsec dans la vallée de la Petite-Woëvre et fait partie du parc naturel régional de Lorraine.
| Loupmont                    | Bouconville-sur-Madt | Rambucourt               |
| Apremont-la-Forêt           | Broussey-Raulecourt  | Mandres-aux-Quatre-Tours |
| Frémeréville-sous-les-Côtes | Géville              |                          |

### Hydrographie

#### Réseau hydrographique
La commune est dans le bassin versant du Rhin au sein du bassin Rhin-Meuse. Elle est drainée par le ruisseau le Rupt de Mad, le ruisseau d'Esche, le ruisseau de Pinceron, le ruisseau de Bouquenelle, le ruisseau de Bleuapre, le ruisseau de Neuf Moulin, le ruisseau du Pre St-Martin, le ruisseau le Neuf Étang, le ruisseau Fosse des Pres et le ruisseau de l'Étang de Blonnaux,.
Le Rupt de Mad, d'une longueur de 55 km, prend sa source dans la commune de Geville et se jette  dans la Moselle à Novéant-sur-Moselle, après avoir traversé 21 communes.
L'Esch, d'une longueur de 46 km, prend sa source dans la commune de Geville et se jette  dans la Moselle à Blénod-lès-Pont-à-Mousson, après avoir traversé 19 communes.

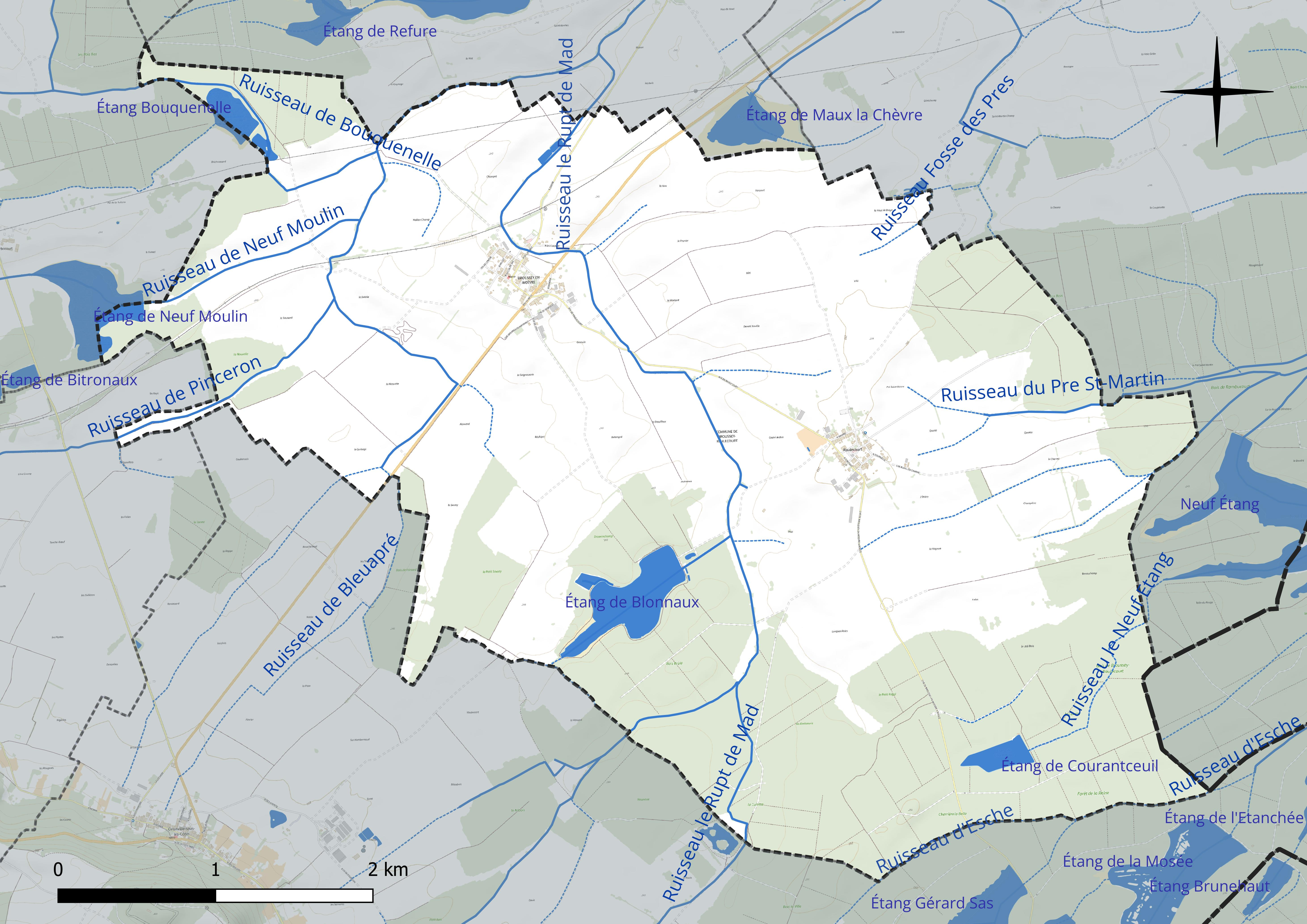
Réseau hydrographique de Broussey-Raulecourt.

Quatre plans d'eau complètent le réseau hydrographique : l'étang Bouquenelle, d'une superficie totale de 6,3 ha (5,2 ha sur la commune), l'étang de Blonnaux (21 ha), l'étang de Courantceuil (5,5 ha) et l'étang de Neuf Moulin, d'une superficie totale de 20,8 ha (3,5 ha sur la commune),.

#### Gestion et qualité des eaux
Le territoire communal est couvert par le schéma d'aménagement et de gestion des eaux (SAGE) « Rupt de Mad, Esch, Trey ». Ce document de planification concerne les bassins versants du Rupt de Mad, de l’Esch et du Trey. Le périmètre a été arrêté le 2 juin 2014, la commission locale de l'eau (CLE) a été créée le 20 juin 2017, puis modifiée le 26 mars 20210. La structure porteuse de l'élaboration et de la mise en œuvre est le Parc naturel régional de Lorraine.
La qualité des cours d’eau peut être consultée sur un site dédié géré par les agences de l’eau et l’Agence française pour la biodiversité.

### Climat
Pour des articles plus généraux, voir Climat du Grand Est et Climat de la Meuse.
En 2010, le climat de la commune est de type climat des marges montargnardes, selon une étude du Centre national de la recherche scientifique s'appuyant sur une série de données couvrant la période 1971-2000. En 2020, Météo-France publie une typologie des climats de la France métropolitaine dans laquelle la commune est exposée à un climat océanique altéré et est dans la région climatique Lorraine, plateau de Langres, Morvan, caractérisée par un hiver rude (1,5 °C), des vents modérés et des brouillards fréquents en automne et hiver.
Pour la période 1971-2000, la température annuelle moyenne est de 9,6 °C, avec une amplitude thermique annuelle de 16,6 °C. Le cumul annuel moyen de précipitations est de 885 mm, avec 12,9 jours de précipitations en janvier et 9,1 jours en juillet. Pour la période 1991-2020, la température moyenne annuelle observée sur la station météorologique de Météo-France la plus proche, « Nonsard », sur la commune de Nonsard-Lamarche à 13 km à vol d'oiseau, est de 10,7 °C et le cumul annuel moyen de précipitations est de 690,8 mm. 
La température maximale relevée sur cette station est de 40,1 °C, atteinte le 25 juillet 2019 ; la température minimale est de −17 °C, atteinte le 1er mars 2005,,.
Les paramètres climatiques de la commune ont été estimés pour le milieu du siècle (2041-2070) selon différents scénarios d'émission de gaz à effet de serre à partir des nouvelles projections climatiques de référence DRIAS-2020. Ils sont consultables sur un site dédié publié par Météo-France en novembre 2022.

## Urbanisme

### Typologie
Au 1er janvier 2024, Broussey-Raulecourt est catégorisée commune rurale à habitat dispersé, selon la nouvelle grille communale de densité à sept niveaux définie par l'Insee en 2022.
Elle est située hors unité urbaine. Par ailleurs la commune fait partie de l'aire d'attraction de Commercy, dont elle est une commune de la couronne,. Cette aire, qui regroupe 19 communes, est catégorisée dans les aires de moins de 50 000 habitants,.

### Occupation des sols
L'occupation des sols de la commune, telle qu'elle ressort de la base de données européenne d’occupation biophysique des sols Corine Land Cover (CLC), est marquée par l'importance des territoires agricoles (62,3 % en 2018), une proportion sensiblement équivalente à celle de 1990 (62 %). La répartition détaillée en 2018 est la suivante : 
terres arables (34,9 %), forêts (34,8 %), prairies (27,3 %), eaux continentales (1,7 %), zones urbanisées (1,2 %). L'évolution de l’occupation des sols de la commune et de ses infrastructures peut être observée sur les différentes représentations cartographiques du territoire : la carte de Cassini (XVIIIe siècle), la carte d'état-major (1820-1866) et les cartes ou photos aériennes de l'IGN pour la période actuelle (1950 à aujourd'hui).

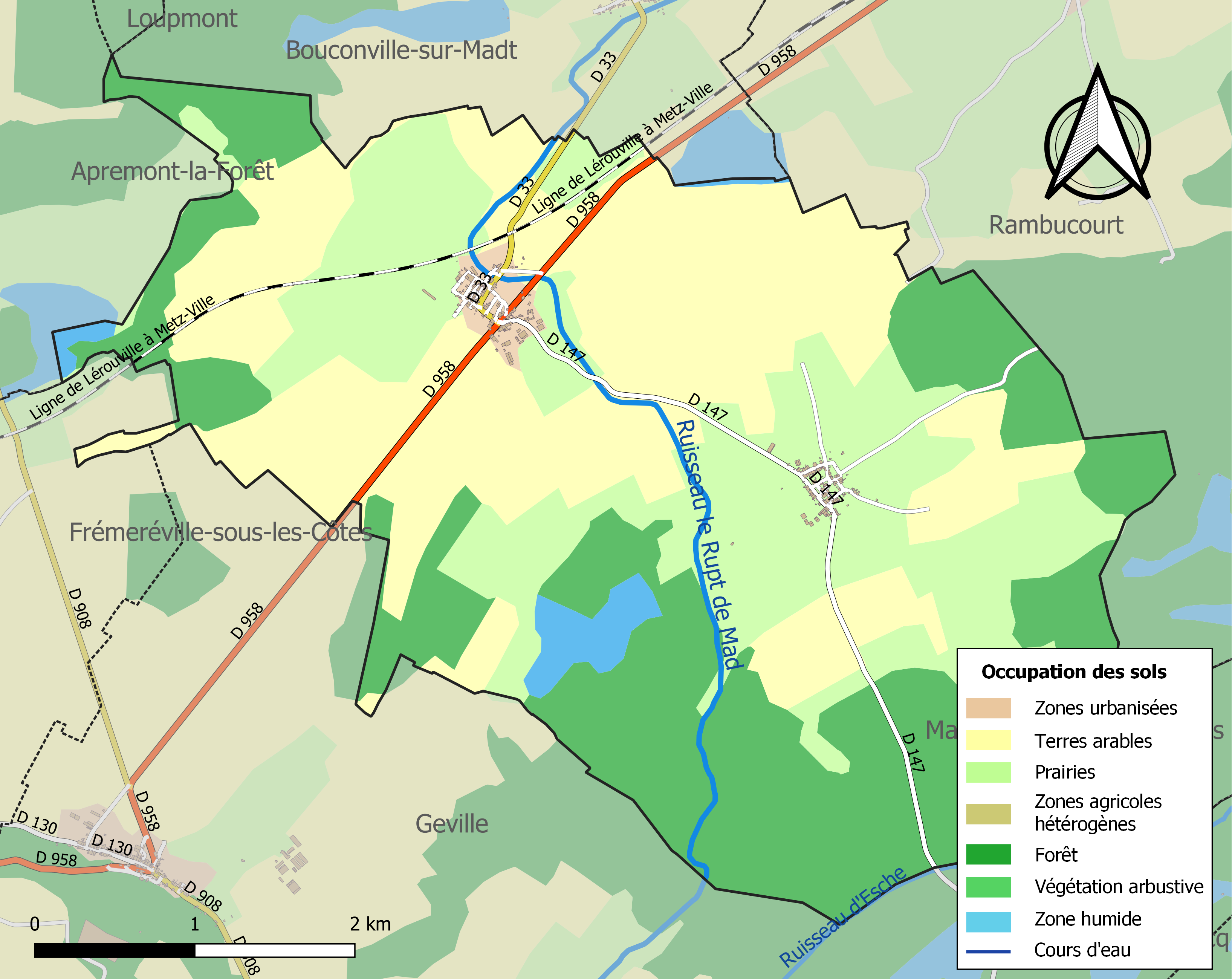
Carte des infrastructures et de l'occupation des sols de la commune en 2018 (CLC).

## Toponymie
Broussey est attesté sous les formes Bruxeium (1158) ; Brucei (1189) ; Bruceium (1223) ; Broucei (1257) ; « Le Luec de Roumoncourt, entre lou bois de Mandres-aux-quatre-Tours et lou bois de Broucey » (1265) ; Broucey (1275) ; Brouceyum (1402) ; Broussey (1571) ; Broussay (1656) ; Brosseium (1711) ; Broussei, Brosseum (1749) ; Bruscia, Brossia (1756) ; Broussey-en-Blois en 1801 ; Broussey-en-Woëvre (précisé, après 1801 jusqu'en 1973, par la région où il se situe) ; Broussey-Raulecourt en 1973 (Journal Officiel, 19.05.1973).

Toponyme germanique issu de bruoc (« marais »).
Le 1er mai 1973, la commune de Raulecourt est rattachée sous le régime de la fusion-association à celle de Broussey-en-Woëvre.
Raulecourt est attesté sous les formes Rooldi-curtis (1106) ; Roullecour (1656) ; Rolcour (1700) ; Raulcourt, Raulinicuria (1711) ; Raulini-curia (1749) ; Raulini-curtis (1756).

## Histoire

### Moyen Âge
Dès le Xe siècle, les cartulaires de plusieurs abbayes (Gorze, Saint-Mihiel, Saint-Vanne-de-Verdun) font mention de divers terres (prés, finages ou étang) soit à Broussey, soit à Raulecourt mais les villages de Broussey, Raulecourt et Warecourt appartenaient en pleine suzeraineté au temporel des évêques de Metz lesquels les avaient inféodés aux puissants seigneurs d'Apremont (ou d'Aspremont). Ceux-ci régnaient sur plus de 350 villages au XIIIe siècle et étaient également vassaux du comte de Bar pour la seigneurie de Dun. À leur tour, les seigneurs d'Apremont distribuèrent des terres en arrière-fiefs aux membres de leur famille (notamment les frères puinés du fils héritier des seigneuries d'Apremont et de Dun) mais aussi à leur plus fidèles chevaliers.
Les seigneurs de Broussey, dont on ne sait que très peu de choses, étaient les vassaux des seigneurs d'Apremont et devaient leur rendre hommage pour ce qu'ils possédaient à Broussey, Raulecourt et Warecourt.
Le plus ancien seigneur de Broussey retrouvé, est Rodulphe de Broussey. Il est cité comme témoin d'une donation en 1188 faite par Garin d'Emi-Château pour le salut de son âme au profit du couvent de Rangéval, fondé en 1152 par Hadewide, Dame d'Apremont et épouse de Gobert IV. L'année suivante, Rodulphe de Broussey est également témoin de la donation faite par Gobert V d'Apremont au profit du même couvent.
En 1241, Jehan de Broussey et Joffroy II d’Apremont s’entendent pour faire ensemble un étang et un moulin banaux, près de Broussey-en-Woëvre. La retenue permet d’actionner la roue d’un moulin à blé, d’un foulon, d’un pressoir. Cet étang est probablement l'étang du Moulin-Neuf, situé entre Broussey-en-Woëvre et le village de Liouville et à proximité de l'ancien chemin qui mène de Broussey-en-Woëvre à Apremont-la-Forêt.
En mars 1243, Raoul de Broussey approuve la vente du bois de Sèche Naue par Lambert de Rambucourt à Raoul le Doyen de Girauvoisin. Ce bois ne semble pas avoir été situé sur l'actuel territoire de Broussey mais sur le territoire de Gironville-sous-les-Côtes au lieu-dit de la Nauchénaud, le long de la route départementale D958. Cette vente fut ratifiée en mars 1263 par Régnier de Broussey.
En octobre 1246, Raoul de Broussey donne également son accord pour une transaction faite entre Rauxins Fazuns de Xivray, sergent et homme d'arme au service de Joffroy II d'Apremont, comte de Sarrebrück (par sa femme Laure de Sarrebrrück, fille de Simon II et de Laurette de Lorraine) et seigneur d'Apremont et de Dun d'une part et l'abbaye de Saint-Benoit-en-Woëvre d'autre part, pour la vente de muids de blé et l’aumône d'un pré sis à Xivray que Rauxins Fazuns tenait en fief de Raoul de Broussey. L'acte conservé aux Archives départementales de la Meuse fut scellé par Joffroy II d'Aspremont quelques années avant le départ de celui-ci en compagnie de Jean de Joinville pour la 7e croisade menée par le roi de France Saint-Louis.
Dans sa chronique, Jean de Joinville raconte que le comte de Sarrebrück emmena en croisade avec lui dix de ses chevaliers. Raoul de Broussey était-il du voyage ? On ne le sait pas. Joffroy II décédera en janvier 1250 à la bataille de Mansourah en Égypte. Son frère Gobert VII qui fut aussi croisé en reviendra et succédera à la tête des seigneuries d'Apremont et de Dun. C'est lui qui constate en mars 1258, que le sire Bons de Broussey, chevalier a fait l'aumône de 20 sous provénisiens forts, à prendre sur les recettes du ban de Broussey, au profit du couvent de Rangéval pour le salut de son âme avec le consentement de sa femme Adeline et de ses enfants.
En 1282, un autre Jehan de Broussey rend hommage à Joffroy III d'Apremont (fils de Gobert VII, seigneur régnant) et obtient la même année des lettres de son suzerain pour le mariage de sa fille.
En 1285 a lieu à Chauvency-le-Château, près de Montmédy un des plus formidables tournois de chevalerie du Moyen Âge qui réunira plus de 500 chevaliers venant de toute l'Europe. Joffroy III d'Apremont est l'un des héros de ces joutes autant pour son combat en lice contre le comte de Sancerre que dans la joute générale qui opposa l'ensemble de la chevalerie française et lorraine à celle du Saint-Empire germanique. La beauté de son épouse Isabelle de Quivrain, princesse d'Amblise en Hainaut et fille d'Arnoul, comte de Looz et de Chiny y est également vantée dans les vers de Jacques Bretel. Ce dernier n'a hélas pas cité la totalité des chevaliers qui participèrent à ce fameux tournoi de Chauvency mais il est possible, voire probable que le seigneur de Broussey y accompagna son suzerain.
Joffroy III d'Apremont décédera le 11 juillet 1302 à la bataille de Courtrai, appelée aussi la bataille des Éperons d'Or où la chevalerie française fut décimée face à la piétaille. Joffroy III comme ses compagnons furent pris dans les marécages et les fossés protégeant Courtrai. Enlisé, désarçonné et coincé sous le poids de son palefroi, Joffroy fut lâchement tué par un fantassin flamand car la piétaille ne connaissait pas les règles de la chevalerie dont l'une veut que l'on ne tue pas un chevalier sans défense. La coutume voulait qu'un des deux éperons que portaient les chevaliers était en or. Les éperons des vaincus furent accrochés à la façade de l'église Notre-Dame de Courtrai en signe de trophée. Compte tenu du devoir d'ost d'un vassal envers son suzerain, on peut aussi se demander si un chevalier de Broussey a participé et péri également à Courtrai. Cependant si Jehan de Broussey, cité en 1282 était encore en vie en 1302, il aurait eu au moins 60 ans.
C'est certainement un autre Jehan de Broussey qui est cité comme homme-lige du comte de Bar après le seigneur d'Apremont dans la liste des vassaux du comte Édouard Ier de Bar établie le samedi après Pâques 1311 (17 avril 1311).
L'ancien château fort de Broussey-en-Woëvre était certainement construit dès le XIIIe siècle, époque où les seigneurs d'Apremont jouissaient d'une grand prestige lié non seulement à leurs nombreuses possessions mais aussi à cause de leurs faits d'armes (participations aux croisades aux côtés du roi Saint-Louis, bataille de Courtrai, tournoi de Chauvency-le-Château).
Les chevaliers vassaux des seigneurs d'Apremont devaient bénéficier du prestige de leur suzerain. C'est ainsi que Jehans de Broussey, également chevalier, fut l'époux de Contesse de Manonville (Contesse est son prénom et pas son titre), fille et seule héritière de Jean III de Manonville, seigneur du lieu laquelle vendit à son cousin Thirion de Manonville, l'ensemble de son héritage pour 1000 livres tournois en 1355. La raison de la vente de ces biens n'est pas connue mais fut certainement une manne permettant de pallier les pertes de revenus de la noblesse, liées aux conséquences économiques de la grande peste qui atteint la région au début de 1349 dont on sait qu'elle a décimé la quasi-totalité des habitants du village de Gironville-sous-les-Côtes et qui est peut-être aussi à l'origine de la disparition du village de Warecourt. Jehan de Broussey est probablement seigneur de Broussey bien que l'acte de vente ne le précise pas mais Contesse de Manonville y est appelée Dame de Broussey.
Le dernier seigneur de Broussey, qui aurait été vassal d'un seigneur appartenant à la maison d'Aspremont, serait Rault de Broussey, époux de Méline d'Espinaulx, fille du chevalier Jean d'Espinaulx (ou d’Épinal), mentionné comme décédé en 1366 lors de la vente de biens sis à Broussey, Raulecourt et Warcourt par Ermengarde de Broussey, épouse de Thierry de Foug, citain de la ville de Toul. Cette vente effectuée par devant Geoffroy IV d'Apremont, ne mentionne aucun autre membre de la famille de Broussey, ce qui pourrait signifier qu'il n'y a plus de chevalier de Broussey qui tienne en fief, Broussey, Raulecourt et Warcourt.

### XXesiècle
Le 1er mai 1973, Broussey-en-Woëvre devient Broussey-Raulecourt à la suite de sa fusion-association avec Raulecourt.

## Politique et administration
| Période                                  | Période   | Identité                                  | Étiquette | Qualité |
| ---------------------------------------- | --------- | ----------------------------------------- | --------- | ------- |
| Les données manquantes sont à compléter. |           |                                           |           |         |
| mars 2001                                | mars 2014 | Claude Picard                             |           |         |
| mars 2014                                | En cours  | Joël Klein Réélu pour le mandat 2020-2026 |           |         |

## Population et société

### Démographie
L'évolution du nombre d'habitants est connue à travers les recensements de la population effectués dans la commune depuis 1793. Pour les communes de moins de 10 000 habitants, une enquête de recensement portant sur toute la population est réalisée tous les cinq ans, les populations de référence des années intermédiaires étant quant à elles estimées par interpolation ou extrapolation. Pour la commune, le premier recensement exhaustif entrant dans le cadre du nouveau dispositif a été réalisé en 2008.

En 2022, la commune comptait 285 habitants, en évolution de +2,52 % par rapport à 2016 (Meuse : −4,4 %, France hors Mayotte : +2,11 %).
| 1793 | 1800 | 1806 | 1821 | 1831 | 1836 | 1841 | 1846 | 1851 |
| ---- | ---- | ---- | ---- | ---- | ---- | ---- | ---- | ---- |
| 310  | 335  | 351  | 345  | 345  | 402  | 400  | 402  | 415  |

| 1856 | 1861 | 1866 | 1872 | 1876 | 1881 | 1886 | 1891 | 1896 |
| ---- | ---- | ---- | ---- | ---- | ---- | ---- | ---- | ---- |
| 387  | 372  | 380  | 338  | 328  | 325  | 307  | 281  | 298  |

| 1901 | 1906 | 1911 | 1921 | 1926 | 1931 | 1936 | 1946 | 1954 |
| ---- | ---- | ---- | ---- | ---- | ---- | ---- | ---- | ---- |
| 276  | 261  | 249  | 179  | 176  | 196  | 194  | 183  | 167  |

| 1962 | 1968 | 1975 | 1982 | 1990 | 1999 | 2006 | 2008 | 2013 |
| ---- | ---- | ---- | ---- | ---- | ---- | ---- | ---- | ---- |
| 157  | 160  | 212  | 216  | 204  | 217  | 247  | 256  | 269  |

| 2018 | 2022 | - | - | - | - | - | - | - |
| ---- | ---- | - | - | - | - | - | - | - |
| 288  | 285  | - | - | - | - | - | - | - |

## Culture locale et patrimoine

### Lieux et monuments
- L'église Saint-Gengoult de Broussey.
- L'église Saint-Clément de Raulecourt.

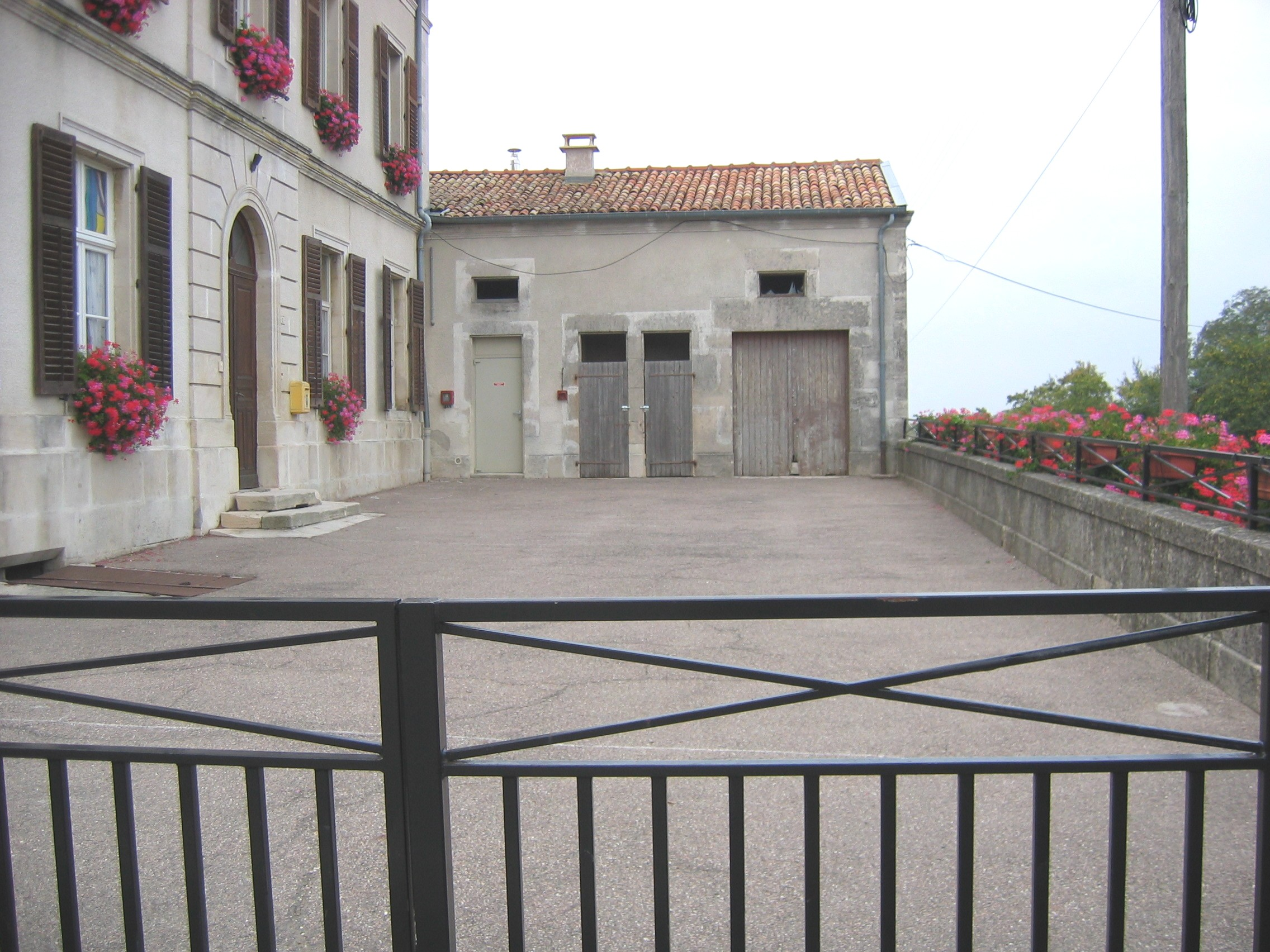
Cour de l'école.
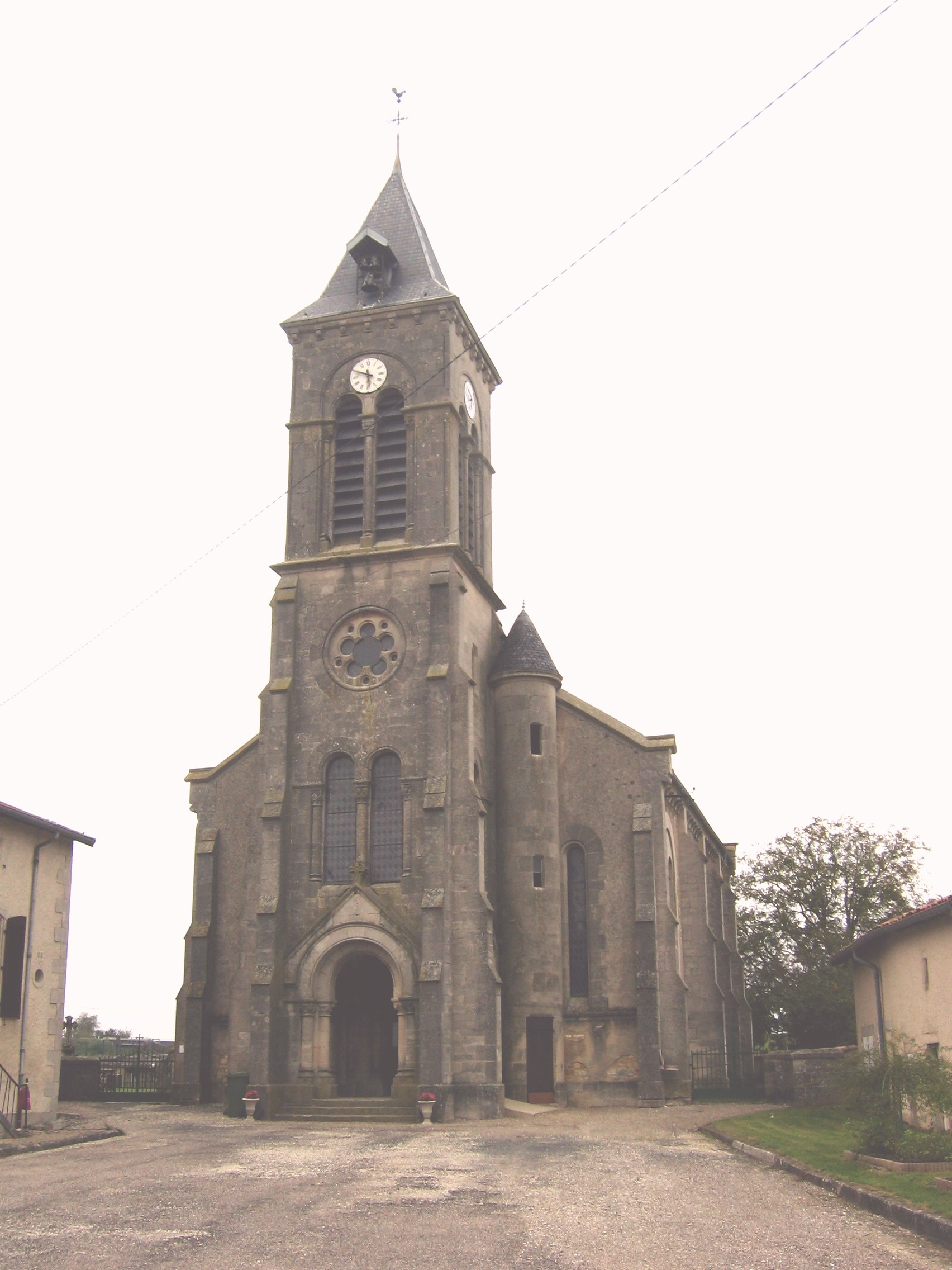
L'église Saint-Gengoult de Broussey.

### Héraldique
| Blason de Broussey-Raulecourt | Blason  | D'argent à une feuille de chêne de sinople posée en bande à dextre, et à un rameau de prunellier épine noire, tigé de sable, feuillé de sinople et fruité d'azur, posé également en bande à senestre; à la champagne d'azur chargé d'un lambel à quatre pendants d'or. |
| Blason de Broussey-Raulecourt | Détails | Création de R.A. Louis et D. Lacorde avec les conseils de la Commission Héraldique de l'UCGL. Adopté par la commune en janvier 2015[réf. nécessaire]. |